# OpenJDK
Pour les articles homonymes, voir JDK (homonymie).
L'OpenJDK constitue l'implémentation de référence officielle et libre de Java SE, tel que défini par le Java Community Process et ce, depuis sa version 7. Il est le résultat de l'effort de l'entreprise Sun Microsystems (propriétaire de Java jusqu'à son rachat par Oracle) à vouloir rendre Java SE open source.

## Historique
Richard Stallman, dans un article du 12 avril 2004, a mis en évidence le problème du « piège Java ». Un logiciel libre est véritablement libre non pas seulement s'il respecte une licence approuvée par la Fondation pour le logiciel libre, mais si l'ensemble de ses dépendances sont elles aussi libres. Or, les bibliothèques de base de Java ainsi que son compilateur n'étaient pas libres. Donc, il était impossible de ne pas dépendre d'eux. La situation permet maintenant d'y remédier grâce au compilateur GCJ et des bibliothèques GNU Classpath.
Le deuxième jour de la conférence JavaOne 2006, Rich Green, vice-président exécutif de la division logicielle de Sun Microsystems, annonce (à propos de la mise sous licence libre de Java), « ce n'est pas une question de si, c'est une question de comment » (« it's not a question of whether, but a question of how »).

## Oracle JDK: le JDK d'Oracle
Sur la base de l'OpenJDK, la société Oracle fournit son propre JDK, nommé Oracle JDK : il fournit des composants additionnels mais dont l'usage est payant. A partir de Java 17, Oracle JDK est disponible gratuitement, y compris toutes les mises à jour de sécurité trimestrielles, Et même pour une utilisation commerciale et en production. Ceci est rendu possible grâce à un changement de licence de publication qui est désormais Oracle No-Fee Terms and Conditions (NFTC).